# دنیس کلاپتون
دنیس کلاپتون (انگلیسی: Denis Clapton؛ زادهٔ ۱۲ اکتبر ۱۹۳۹) بازیکن فوتبال است.
از باشگاه‌هایی که در آن بازی کرده‌است می‌توان به باشگاه فوتبال آرسنال اشاره کرد.